# Santo Trafficante, Jr.

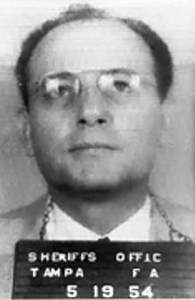
Santo Trafficante, Jr. - Mugshot (1954)

Santo Trafficante, Jr., auch bekannt als Louie Santos (* 15. November 1914; † 17. März 1987), war ein italo-amerikanischer Mobster der US-amerikanischen Cosa Nostra und über drei Jahrzehnte lang das offizielle Oberhaupt der Trafficante-Familie (Trafficante Crime Family), auch bekannt als Tampa Mafia.
Er galt während des 20. Jahrhunderts als mächtigste Person des organisierten Verbrechens in Florida und kontrollierte die organisierte Kriminalität in Miami, Miami Beach, Fort Lauderdale und Palm Beach. Dennoch verbrachte er keinen einzigen Tag durch eine Verurteilung im Gefängnis.

## Leben

### Frühe Jahre
Santo Trafficante, Jr. wurde am 15. November 1914 in Tampa (Florida) als Sohn von Santo Trafficante, Sr. und Maria Giuseppa Cacciatore geboren. Er war einer von fünf Söhnen seines Vaters, der zu dieser Zeit ein einflussreicher Mobster in der italienischen Unterwelt von Tampa war. Santo Junior musste bereits vor der 10. Klasse die Highschool verlassen und trat später in die Fußstapfen seines Vaters. Er wuchs in der Unterwelt von Florida auf und arbeitete in Glücksspielgeschäften für seinen Vater und erlernte das „Familiengeschäft“.
Im Jahr 1938 heiratete er Josephine Marchese, mit der er zwei Töchter bekam.
Dokumente des Finanzministeriums der Vereinigten Staaten zeigen auf, dass die Strafverfolgung davon ausging, dass Trafficante auch diversen legitimen Geschäftsinteressen nachging und ihm auch mehrere legale Casinos auf Kuba gehörten. Er hielt Anteile am Columbia Restaurant sowie mehreren anderen Restaurants und Bars in Tampa. Ihm gehörte auch ein Autokino in Havanna (Kuba).
Als einer der mächtigsten Mobster des Landes nahm er im Dezember des Jahres 1946 neben diversen anderen hochrangigen Mafiosi an der sogenannten Havanna-Konferenz teil, die in Havanna im Hotel Nacional de Cuba stattgefunden haben soll und als wichtigstes Gipfeltreffen seit der Atlantic-City-Konferenz von 1929 gilt, da hier wichtige Weichen für die nächsten Jahrzehnte gestellt wurden.

### Neuer Boss
Trafficante Sr., der seit 1940 das Oberhaupt der Organisation war, blieb der Boss von Tampa, bis er 1954 eines natürlichen Todes starb. Trafficante Jr., der von seinem Vater im Jahr 1950 zum Underboss der Familie ernannt worden war, stieg nach dem Ableben seines Vaters zum neuen Boss auf und galt bald als einer der mächtigsten Bosse der amerikanischen Mafia. Er unterhielt enge Arbeitsbeziehungen mit der Lucchese-Familie und der Bonanno-Familie aus New York City. Santo Jr. arbeitete eng mit Lucchese-Boss Tommy Lucchese zusammen, der ein guter Freund seines Vaters gewesen war und ihn in den 1940er Jahren in vielerlei Angelegenheiten unterstützte. Besseren Kontakt hielt er zu Sam Giancana vom Chicago Outfit.
In den 1950er Jahren wurde Trafficante aufgrund verschiedener Anklagen wegen Bestechung und illegalen Bolita-Lottospielen im Stadtbezirk Ybor von Tampa verhaftet. Er entging stets einer Verurteilung, wurde jedoch im Jahr 1954 wegen Bestechung zu einer fünfjährigen Freiheitsstrafe verurteilt; dieses Urteil wurde jedoch vor Trafficantes Haftantritt im obersten Gerichtshof Floridas gekippt.
Während der Herrschaft des kubanischen Diktators Fulgencio Batista betrieb Trafficante diverse Glücksspielbetriebe in Havanna. Man nahm an, dass er Anteile an dem Habana Riviera-Hotel, dem Tropicana-Club, dem Hotel Sevilla, dem Capri Hotel-Casino, dem Commodoro und dem Havana Hilton-Hotel auf Kuba besaß. Nächtlich wurden von einem sogenannten Bagman Batistas Anteile an den Gewinnen von Trafficantes Casinos eingestrichen.
Am 3. Januar 1953 überlebte Santo Jr. einen Mordanschlag. Es wird gesagt, dass die Familie vermutete, dass der frühere Unterwelt-Boss Charlie Wall dahinter steckte, der 1955 ermordet wurde. Bis heute bleibt seine Ermordung ungeklärt.
Trafficante gehörte zu den rund 100 Mafia-Mitgliedern, die 1957 an dem legendären Apalachin-Meeting teilnahmen; eine Zusammenkunft von fast allen Bossen der amerikanischen Cosa Nostra im November 1957, welche in der Gemeinde Apalachin im Bundesstaat New York stattfand und von der örtlichen Polizei gestürmt wurde. Trafficante selbst gehörte zu den 62 Mafiosi, die kurzzeitig verhaftet wurden. Im Januar 1958 wurde Trafficante auch von der kubanischen Nationalpolizei über das Treffen von Apalachin befragt.

### Castro-Komplott
1959 war die Kubanische Revolution erfolgreich und der Diktator Batista musste aus dem Land fliehen. Die neue Regierung unter Fidel Castro begann bald, die großen Hotels und Casinos in Havanna zu verstaatlichen. Als Trafficante auf Kuba inhaftiert und im September 1959 als „unerwünschter Ausländer“" ausgewiesen wurde, trat Trafficante mit verschiedenen US-Geheimdiensten in Kontakt und soll an mehreren erfolglosen Plänen beteiligt gewesen sein, Castro zu ermorden. Hinweise auf diese historischen Verbindungen wurden durch die CIA-Freigabe der sogenannten Family Jewels-Akten bestätigt.
Im Jahr 1975 erklärte die CIA in einem Bericht, dass Trafficante überzeugt worden sei, Castro zu vergiften. Trafficante selbst leugnete die Behauptung und erklärte, dass er nur ein Dolmetscher der CIA gewesen sei.

### JFK-Verschwörung
Im Jahr 1976 erklärten Jose Aleman und FBI-Informant George Crile III gegenüber der Washington Post, dass Trafficante im September 1962 ein Treffen angefordert hat, um Aleman ein Darlehen von 1,5 Millionen US-Dollar anzubieten, um sein baufälliges Motel durch ein 12-stöckiges Glaswunder zu ersetzen. Er sagte, dass sich Trafficante bei dem Treffen über die Ehrlichkeit der Kennedys und ihre „Angriffe“ auf Jimmy Hoffa, den Chef der Gewerkschaft der Fuhrleute, der enge Beziehungen zur Mafia hatte, und andere Partner beklagte. Als Aleman ihm sagte, dass Kennedy wahrscheinlich wiedergewählt werden würde, antwortete Trafficante laut Aleman: „Nein, Jose, er wird getroffen werden“. Crile schrieb, dass Aleman sagte, er berichtete dies seinen FBI-Kontakten.
Im Jahr 1978 wurden sowohl Trafficante als auch Aleman vor den Ausschuss des Repräsentantenhauses der Vereinigten Staaten zitiert, der mögliche Verbindungen zwischen Lee Harvey Oswald und der Kubanischen Dissidentenbewegung untersuchte, einschließlich der Theorie, dass der kubanische Führer Fidel Castro den Präsidenten John F. Kennedy als Vergeltung für die Mordversuche der CIA tötete. Aleman dementierte später vor dem Ausschuss, geglaubt zu haben, dass Kennedy ermordet werden würde, und sagte, dass Trafficante wohl meinte, dass Kennedy bei der nächsten Wahl politisch „getroffen“ werde. Trafficante erklärte am Folgetag, dem 28. September, er habe durchaus nicht gesagt, Kennedy werde „getroffen werden“. Er sagte auch, dass er positiv gestimmt war und dass er mit Aleman immer auf Spanisch sprach und dass es keine Möglichkeit gebe, diesen Satz auf Spanisch zu sagen. Während seiner Aussage gab Trafficante auch zum ersten Mal zu, dass er mit der CIA von 1960 bis 1961 bei dem Versuch gearbeitet hatte, Castro zu vergiften, er sagte aber auch, dass seine Rolle nur die eines Dolmetschers zwischen CIA-Beamten und kubanischen Exilanten war. Er sagte, dass er keine Bezahlung für seine Beteiligung erhielt und dass er aus Patriotismus gehandelt habe.
1979 kam das HSCA zu dem Schluss, das Trafficante, Jimmy Hoffa und das Oberhaupt der Matranga-Familie Carlos Marcello „die Motive, die Mittel und die Gelegenheit“ gehabt hätten, Robert F. Kennedy umzubringen, da dieser als US-Justizminister die Mobster und die mit ihnen verbündeten Teamsters unter hohen Verfolgungsdruck gesetzt habe. Die HSCA konnte jedoch nie irgendwelche Beweise für die Beteiligung der Mafia an einem der Attentate vorbringen.
1994 schrieb der Anwalt Frank Ragano in seinen Memoiren, Trafficante habe am 13. März 1987 in Tampa auf Italienisch zu ihm gesagt: Carlos Marcello habe es „vermasselt“. Wir hätten nicht John F. Kennedy (den er Giovanni nannte), sonden seinen Bruder Bobby, also Robert F. Kennedy, umbringen sollen. Da sich Trafficante an diesem Tag aber gar nicht in Tampa aufhielt, sondern in Miami, wird diese Aussage für unglaubwürdig gehalten.

### Letzte Jahre
Trafficante wurde 1986 vor Gericht gestellt und über seine Beteiligung am King's Court-Nachtclub befragt, welcher von Mitgliedern der Bonanno-Familie aus New York City betrieben wurde; unter anderem von Undercover-Agent Joseph Pistone alias Donnie Brasco. Trafficante entkam auch in diesem Fall erneut einer Verurteilung.
Trafficante verbrachte nie einen einzigen Tag durch eine Verurteilung im Gefängnis und er starb am 17. Mai 1987 eines natürlichen Todes. Sein Underboss Vincent Salvatore LoScalzo wurde Trafficantes Nachfolger. Florida wurde später offenes Territorium für alle Familien der amerikanischen Cosa Nostra.

## Im Film
- 2008: Mobsters; Dokumentation über den Aufstieg von Trafficante senior & junior
- 1999: Bonanno: A Godfather’s Story; Film über den Aufstieg und Fall von Joseph Bonanno. Santo Trafficante, Jr. wird gespielt von Val Avery
- 1997: Donnie Brasco; u. a. wird die Zusammenarbeit der Bonannos und den Trafficantes aufgezeigt. Santo Trafficante, Jr. wird gespielt von John Burns